# طريق القاهرة الإسكندرية الزراعي
طريق القاهرة الإسكندرية الزراعي أو طريق مصر إسكندرية الزراعي هو طريق سريع وأحد الطرق الرئيسية في جمهورية مصر العربية، ويربط بين العاصمة المصرية القاهرة ومدينة الإسكندرية في الشمال على ساحل البحر الأبيض المتوسط، يبلغ طوله حوالي 214 كم، ويبدأ الطريق جنوباً

## وصف الطريق
يمر الطريق بعدد من المدن في شمال مصر:
- القاهرة (بداية الطريق)
- شبرا الخيمة
- قليوب
- قها
- طوخ
- بنها
- قويسنا
- بركة السبع
- طنطا
- كفر الزيات
- إيتاي البارود
- دمنهور
- أبو حمص
- كفر الدوار
- الإسكندرية (نهاية الطريق)
- الطريق في معظمه عبارة عن حارتين واحدة للذهاب وأخرى للعودة كل حارة تسع إلى سيارتين فقط.
- الطريق من الأسفلت لكن حالته سيئة في عدة أماكن.

## مشاكل
يعانى الطريق دائما من شلل مروري ولعدة أسباب:
- ضيق الطريق مع أهميته وكثرة مستخدميه. "" تم الآن توسعه الطريق في عده مناطق وقليلة جدا المناطق الضيقة الآن.
- مرور الطريق داخل العديد من المدن الهامة والتي هي عواصم المحافظات والمتكدسة مرورياً. " تم حل المشكلة بإنشاء كباري علوية على كل المدن التي يمر بها الطريق " كوبري كفر الدوار " كوبري أبو حمص " كوبري ايتاي البارود محافظة البحيرة لبعد طنطا محافظة الغربية " كوبري قويسنا.
- سير سيارات النقل العملاقة عليه دائما في كافة الأوقات مما يسبب الكثير من الحوادث. «تم إنشاء طرق دولية وفرعية ولكن المشكلة لازالت»
- قطع الطريق لعدة مرات بواسطة أهالى القرى الواقعة على الطريق نتيجة تدنى أحوالهم الاجتماعية.[1] "" قلت هذه الأمور ولكن الأفضل أن أشير أنها لازالت مشكلة قائمة "
- تم إنشاء مئات من المطبات الصناعية على الطريق مما أدى لبطء السيارات والازدحام الزائد. يمكنك الآن أن تضاعف زمن وصولك بإضافة ساعة عليه عن قبل بناء تلك المطبات.

## معرض الصور

الطريق الزراعي في دمنهور
الزحام في الطريق قرب بنها
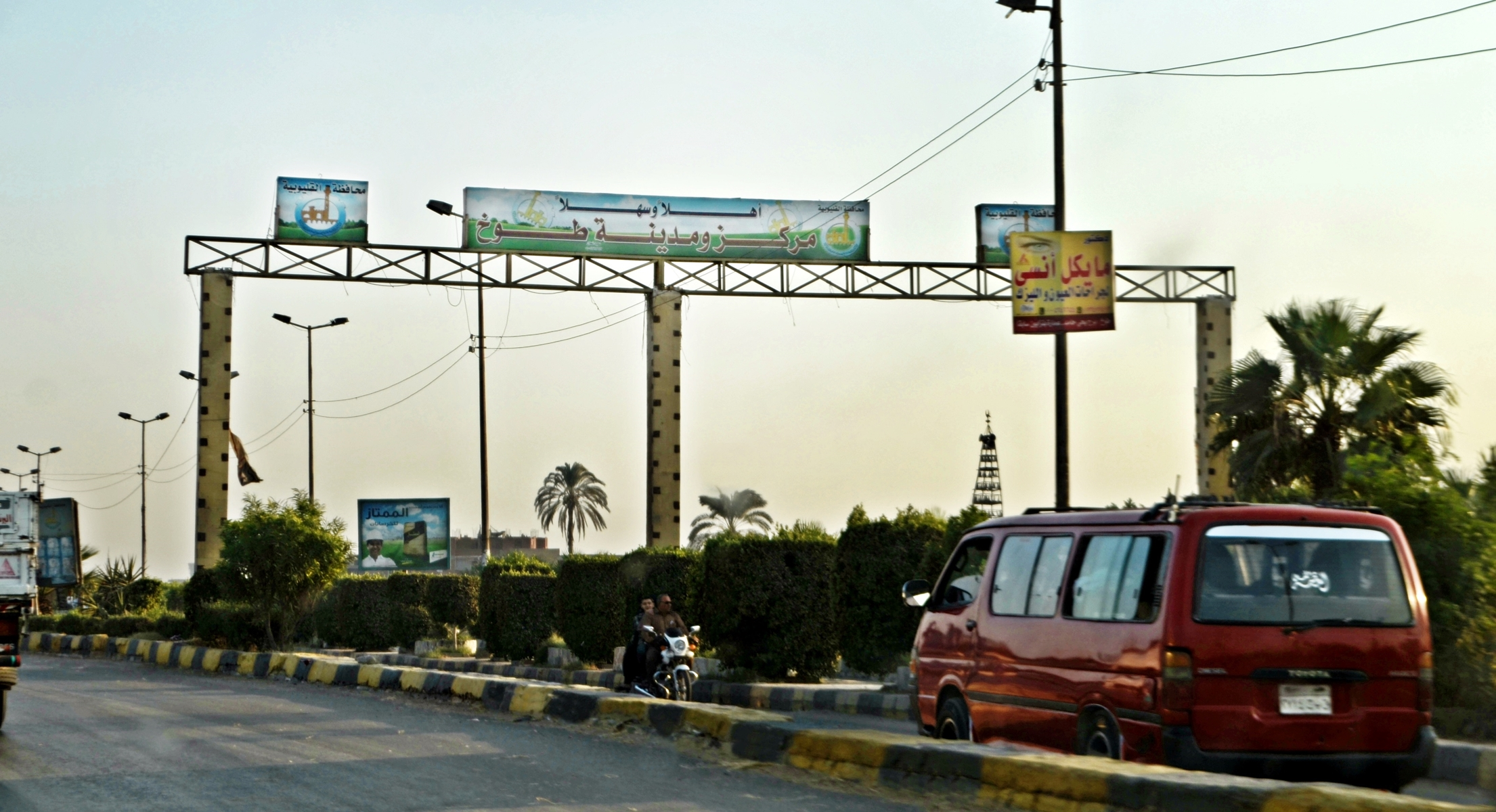
بوابة مدينة طوخ على الطريق الزراعي
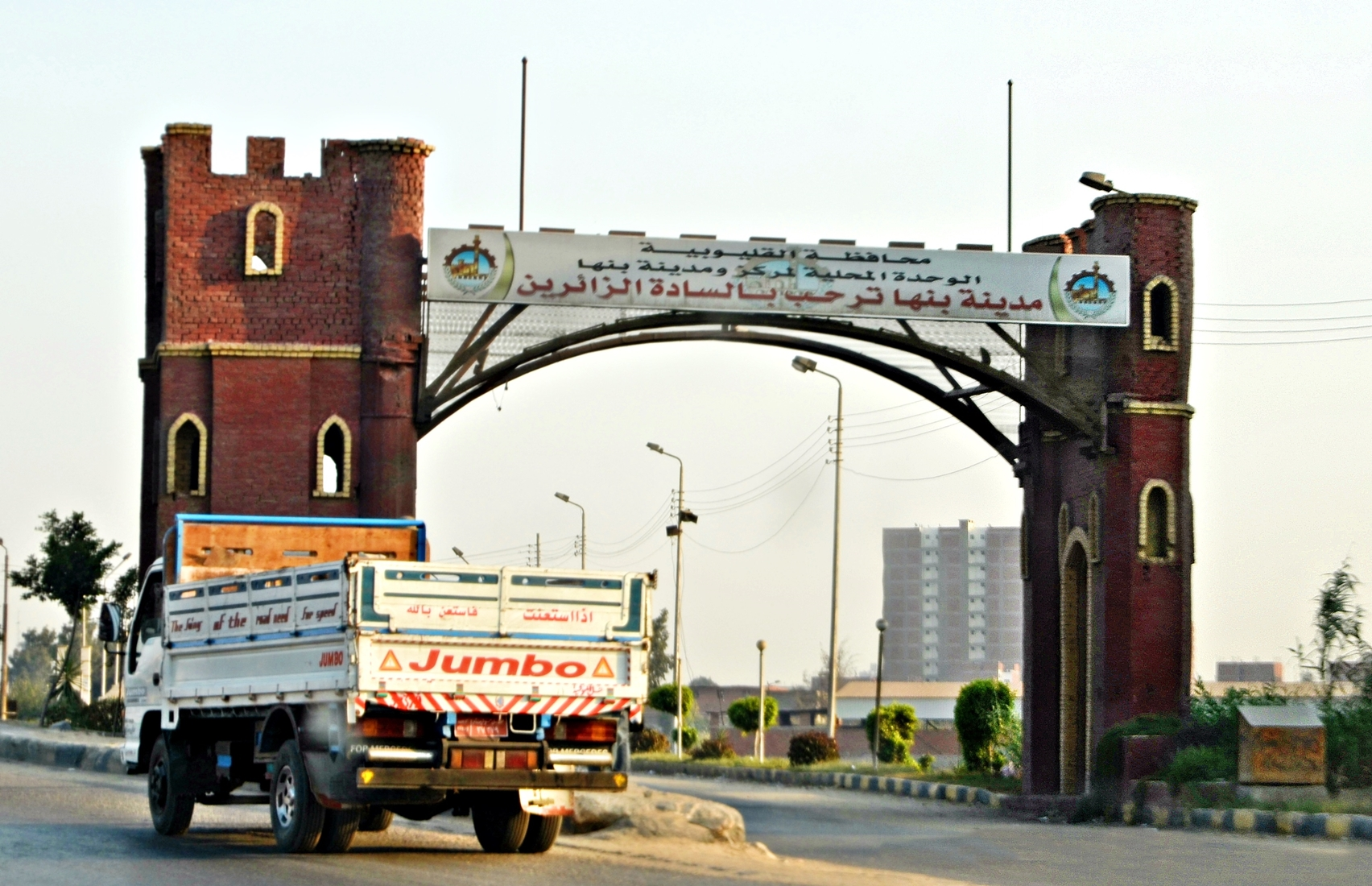
بوابة بنها
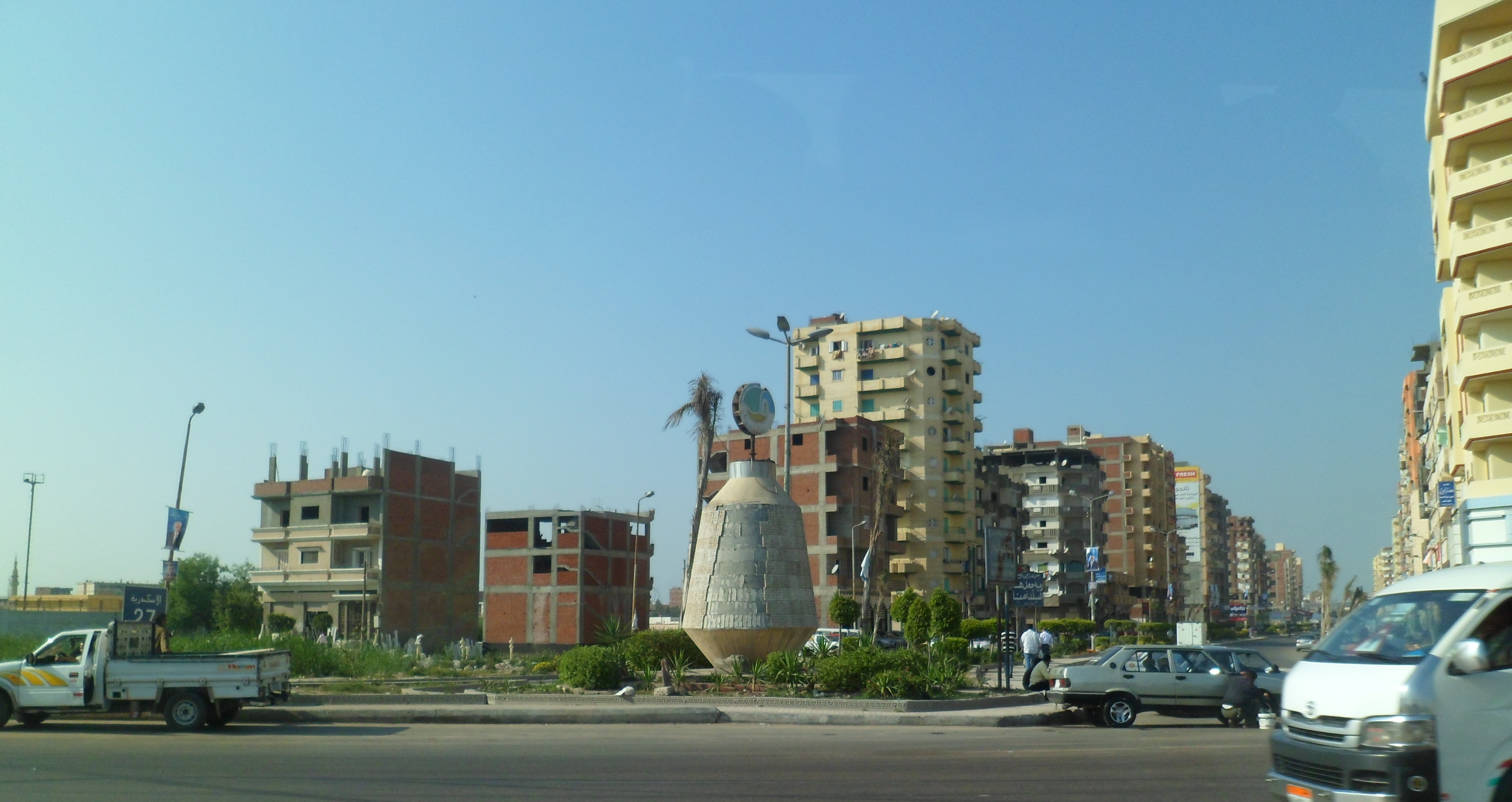
مدخل كفر الدوار
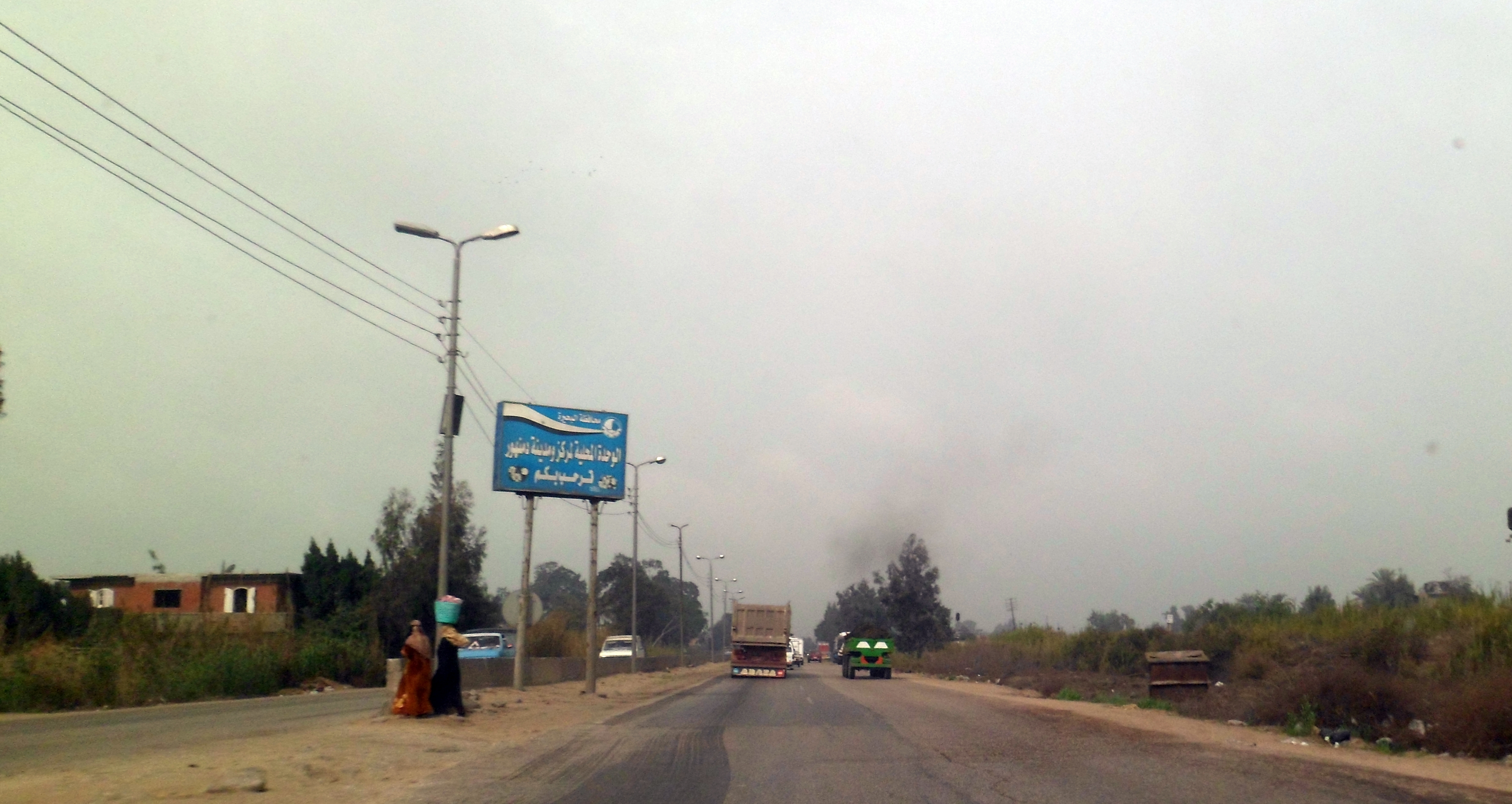
الحدود بين مركز دمنهور ومركز إيتاي البارود
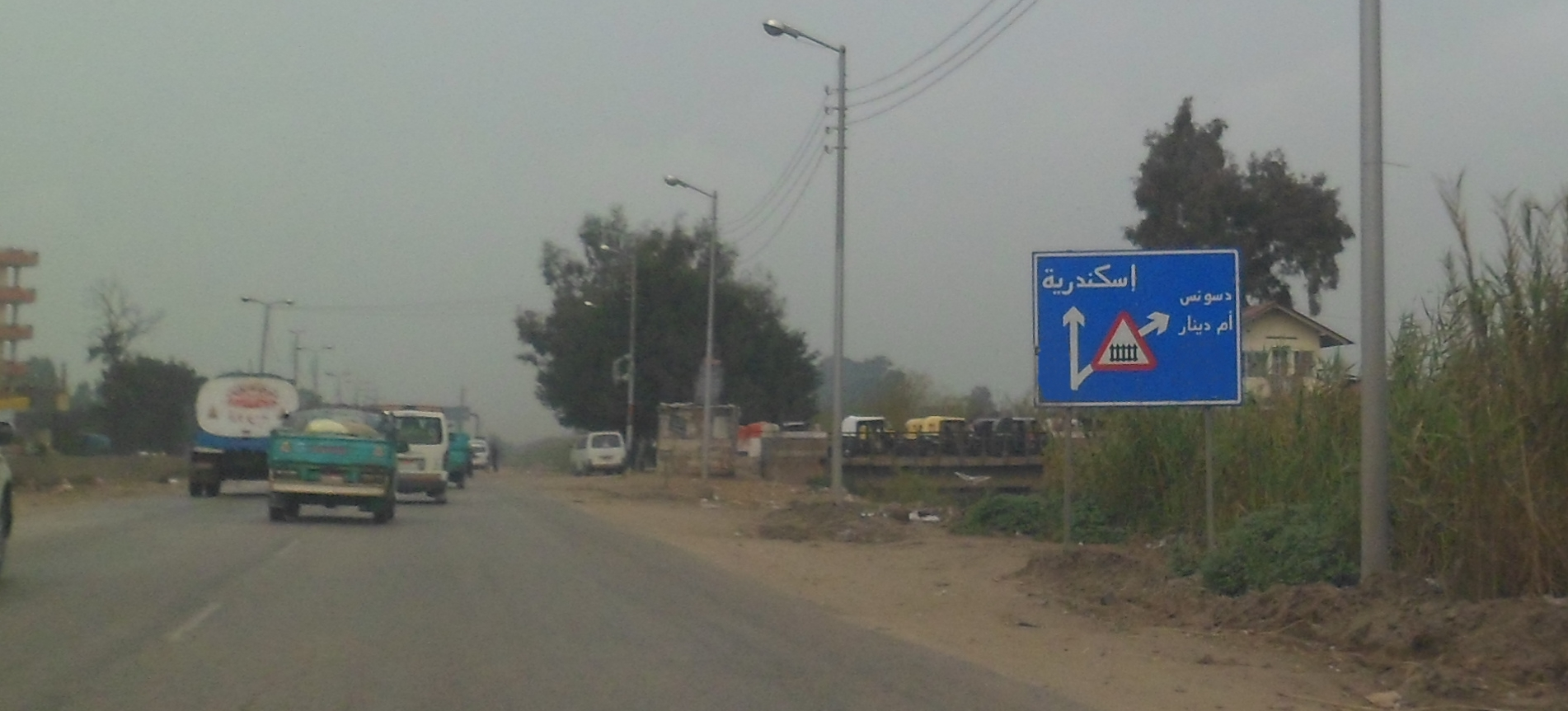
إحدى القرى على الطريق